# トリメタファン
カンシル酸トリメタファン（Trimetaphan camsilate）は、自律神経節型ニコチン性アセチルコリン受容体の非脱分極性競合拮抗薬で、交感神経系と副交感神経系の両方を遮断する。短時間作用型であり、静脈内投与される。日本では2001年に生産が中止された。

## 効能・効果
- 外科手術時の低血圧維持[2]
- 異常高血圧の救急処置[2]

作用や効果に選択性のある新薬との競合により、治療用途は非常に限定されている。高血圧クリーゼ、解離性大動脈瘤、肺水腫の治療、また脳外科手術時の出血を抑える為に時折使用される。

## 禁忌
以下の患者には禁忌であった。
- 重症の動脈硬化症
- 未治療の貧血
- 高度の非代償性出血
- 出血性ショック
- 呼吸不全
- 重篤な肝・腎疾患
- 高度の心・脳循環障害
- 妊婦

## 副作用
重大な副作用として、四肢末梢のチアノーゼ、呼吸停止、麻痺性イレウスが知られていた。トルサード・ド・ポワントが発生した例も報告されている。

## 薬理作用
正電荷を帯びたスルホニウム化合物であるため、血液脳関門を通過できず中枢神経系に作用しない。
副交感神経系が遮断されることで、眼球の水晶体を変形させる毛様体筋が収縮できなくなり（毛様体筋麻痺）、焦点を調節できなくなる。また、消化管の運動が低下し便秘を引き起こす。
交感神経系が遮断されることで、心血管系に強い影響を与える。血管が拡張し血圧が下がるため、このような薬剤の一般的な副作用である起立性低血圧が現れる。トリメタファンはヒスタミンも放出させるため血圧は更に下がる。心臓への影響としては収縮力低下と心拍数増加（頻脈）がある。心臓を支配する交感神経節も遮断するため、反射性頻脈は減少するか検出されない事がある。
稀な副作用に突然の呼吸停止があるが、神経筋伝達を遮断しないと思われること、神経節遮断の結果として呼吸停止が起こることは考えにくいことから、その機構は不明である。

## 参考資料
1. ↑  小高, 光晴 (2019-09-14), 別冊秋号 血圧  36　コラム　保険収載されている低血圧麻酔, 株式会社医学書院, doi:10.11477/mf.3104200113 2021年12月18日閲覧。
2. 1 2 3 4  “発掘！やくやく大事典 【 中枢・末梢神経系作用薬 > 麻酔用薬 > その他の麻酔用補助薬 】”. medicine.cug.net. 2021年12月18日閲覧。
3. ↑  平田一仁、久島昌弘、川満克紀、安里浩亮、砂川博司、上原元 (1994). “Trimetaphan中毒によると思われるTorsades de Pointesの1例”. Journal of Cardiology 24 (3):  243-247.
4. ↑  “Respiratory paralysis during treatment of hypertension with trimethaphan camsylate”. Archives of Internal Medicine 136 (7):  816–8. (July 1976). doi:10.1001/archinte.1976.03630070060018. PMID 938175.

## 関連文献
- “Controlled hypotension with arfonad in paediatric surgery”. British Medical Journal 2 (4931):  103–4. (July 1955). doi:10.1136/bmj.2.4931.103. PMC 1980290. PMID 14378656.
- “The influence of trimethaphan (Arfonad)-induced hypotension with and without spine distraction on canine spinal cord blood flow”. Spine 11 (3):  219–24. (April 1986). doi:10.1097/00007632-198604000-00007. PMID 3715622.
- “Renal and cardiovascular hemodynamic response to ganglionic blockade with pendiomide and a comparison with hexamethonium and arfonad”. The Journal of Pharmacology and Experimental Therapeutics 113 (4):  383–92. (April 1955). PMID 14368507.
- “The treatment of primary priapism with arfonad”. The Journal of Urology 81 (2):  291–3. (February 1959). doi:10.1016/S0022-5347(17)66009-9. PMID 13631819.
- “Trimethaphan (Arfonad) control of hypertension and tachycardia during electroconvulsive therapy: a double-blind study”. Journal of Clinical Anesthesia 8 (2):  104–9. (March 1996). doi:10.1016/0952-8180(95)00192-1. PMID 8695090.
- “The use of arfonad for the alleviation of cardio-vascular stress following electro-convulsive therapy”. The Journal of Mental Science 103 (432):  636–44. (July 1957). doi:10.1192/bjp.103.432.636. PMID 13449573.
- “Systemic and Coronary Hemodynamic Effects of Trimethaphan Camphorsulfonate (Arfonad) in the Dog”. Anesthesiology 25 (2):  156–60. (1964). doi:10.1097/00000542-196403000-00008. PMID 14156542.